# Clairval
Pour l’article ayant un titre homophone, voir Clerval.
Scènes principales
Comédie-Italienne
Jean-Baptiste Guignard, dit Clairval, est un chanteur (ténor), comédien et librettiste français né le 7 novembre 1735 à Paris, où il est mort le 26 janvier 1797.

## Biographie

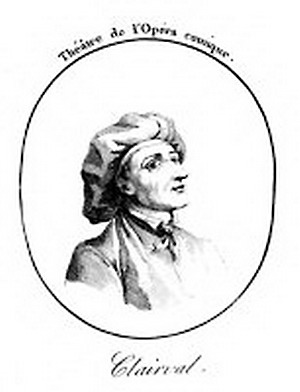
Clairval costumé

Son père travaillait comme jardinier au service du marquis de Valori qui était alors gouverneur d’Étampes et ambassadeur de France en Prusse. Le jeune Guignard eut sans doute sa vocation naissante au château du Bourgneuf car on y jouait souvent la comédie. Adolescent « d’une charmante figure et d’une tournure élégante » selon Hoerfer[source insuffisante], il est invité naturellement à ces divertissements.
Placé à Paris chez un parent perruquier, il y trouvait la chance de côtoyer la Comédie-Italienne dont le rendez-vous était une boutique voisine. Cette ambiance alluma sa passion pour la scène.
Il débute sous le nom de théâtre, Clairval, dès 1754, au spectacle de la foire Saint-Germain qui était, avec celui de la foire Saint-Laurent, à l'origine de l’opéra-comique. Il est vite remarqué par son talent dans la pièce de Monsigny On ne s’avise jamais de tout qui devait être jouée jusqu'en février 1762. Il y tenait successivement le rôle d'un jeune homme, d'un vieillard, d'un infirme, d'un bègue et d'une vieille femme. À la fusion de la troupe avec la Comédie-Italienne, il est un des seuls cinq acteurs qui sont reconduits immédiatement et il deviendra un des piliers de l’établissement.
Il jouait avec la même autorité le drame, la comédie et l’opéra, au cours d’un nombre considérable de rôles. Parmi les plus remarquables :
- Le Tableau parlant de Grétry (rôle de Pierrot)

Ce compositeur assurait que Clairval y « unissait la décence et la grâce à la gaîté la plus folle »
- Les Maris corrigés, comédie en vers de La Chabeaussière (rôle de Germival)
- Le Déserteur de Monsigny (rôle de Montauciel)
- Zémire et Azor de Grétry (rôle d’Azor)

Cet opéra-comique était une version de La Belle et la Bête, imaginée par Marmontel, où Clairval devait s'enlaidir ; mais il avait refusé de se revêtir du premier déguisement prévu, une fourrure animale. Ce rôle fut un de ses plus grands succès.
- L'Amant jaloux de Grétry (rôle de Don Alonze)
- Richard Cœur-de-Lion de Grétry (rôle de Blondel)

« Son chant et son jeu électrisaient le public »
- L'Amant statue de Nicolas Dalayrac (rôle de M. Michu)

Comédie en un acte et en prose mêlée d’ariettes, livret de Desfontaines, créée le 4 août 1785 à l'Opéra-Comique (salle Favart)
- L'Aristocrate ou le Convalescent de qualité de Fabre d'Églantine

Créé le 28 janvier 1791. C'est ce rôle qui valut à Clairval le surnom de « Molé de la Comédie-italienne ».
C’est à partir de ces réussites qu’il obtint une renommée sans égale, doublée d’innombrables succès auprès des femmes dont il fut la coqueluche. La marquise de L'Hôpital, pourtant maîtresse en titre du prince de Soubise, l'entretenait généreusement : meubles, habits et bijoux. On conçoit aisément aujourd’hui l’engouement pour ces chanteurs-comédiens talentueux, véritables idoles avant la lettre. On compte également, parmi ses contemporains, les célèbres Jean-Blaise Martin, François Elleviou et Pierre-Jean Garat, et, encore, les Cailleau, Ponchard et autres talents... qui étaient souvent appréciés et protégés en haut-lieu malgré l’opprobre qui planait toujours sur les comédiens et même parfois l’égarement où ils se jetaient.
La liaison de Clairval avec Mme de Stainville est un épisode exemplaire, qui, à l’époque, provoqua un durable scandale. Cette comtesse, ancienne maîtresse du duc de Lauzun, tomba, en dépit de son rang, folle amoureuse de l’acteur. Cette passion réciproque se termina mal pour l’amante que son mari jaloux et humilié fit enfermer à vie dans un couvent à Nancy. Clairval, protégé par le duc de Choiseul, évita le pire.
Il fut un fils attentionné et un collègue estimé. Il n’acceptait, en effet, que de jouer les rôles secondaires quand son ami Cailleau pouvait jouer les premiers. Sa voix qui n'avait jamais été forte, finit par s'affaiblir et, au regret de tous, il prit sa retraite en juin 1792. Il tomba dans l'oubli durant la tourmente révolutionnaire.

## Sources
- Ferdinand Hoefer, Nouvelle Biographie générale, tome 10, Firmin-Didot, Paris, 1854.
- Adolphe Jullien, Histoire du costume de théâtre, G. Charpentier, Paris, 1880.
- Gaston Maugras, Le Duc de Lauzun et la Cour intime de Louis XV, Plon, Paris, 1907, p.174-184.